# Nederlandse kampioenschappen schaatsen afstanden 1997 - 1000 meter vrouwen
De 1000 meter vrouwen op de Nederlandse kampioenschappen schaatsen afstanden 1997 werd gereden in januari 1997 in ijsstadion De Uithof in Den Haag. 
Er waren deze editie veertien schaatssters die deelnamen. Titelverdedigster was Sandra Zwolle, zij werd opgevolgd door Judith Straathof.

## Uitslag
| #      | Schaatser             | tijd    |
| ------ | --------------------- | ------- |
| Goud   | Judith Straathof      | 1.24,77 |
| Zilver | Frouke Oonk           | 1.26,31 |
| Brons  | Andrea Nuyt           | 1.27,12 |
| 4      | Floor van Slochteren  | 1.27,62 |
| 5      | Jannet Koomen         | 1.27,64 |
| 6      | Léontine van Meggelen | 1.27,86 |
| 7      | Yvonne Leever         | 1.28,64 |
| 8      | Nathalie ten Hoor     | 1.28,74 |
| 9      | Pauline Bakker        | 1.28,78 |
| 10     | Kaśka Rogulska        | 1.28,97 |
| 11     | Frijke Schaafsma      | 1.29,20 |
| 12     | Anja Bollaart         | 1.29,69 |
| 13     | Marja van der Werf    | 1.30,26 |
| 14     | Arinda Stam           | 1.31,18 |

Uitslag
1987 · 
1988 · 
1989 · 
1990 · 
1991 · 
1992 · 
1993 · 
1994 · 
1995 · 
1996 · 
1997 · 
1998 · 
1999 · 
2000 · 
2001 · 
2002 · 
2003 · 
2004 · 
2005 · 
2006 · 
2007 · 
2008 · 
2009 · 
2010 · 
2011 · 
2012 · 
2013 · 
2014 · 
2015 · 
2016 · 
2017 · 
2018 · 
2019 · 
2020 · 
2021 · 
2022 · 
2023 · 
2024 · 
2025